# Omerta (видео-игра)
Omerta је онлајн MMORPG игра покренута 2003. Заснована је на причи о мафијашу Барафранци. Омерта је игра о мафији, и сваки играч је посебна личност у игри, тј. будући мафијаш. Почиње се скоро без ичега а циљ је освојити што већи ранг (чин) и имати што више пара. Игра се одвија на простору Северне Америке (САД; Њујорк, Балтимор, Чикаго, Лас Вегас, Филаделфија, Детроит) и у Италији(Сицилија; Палермо, Корлеоне). 